# Haroldius thailandensis
Haroldius thailandensis är en skalbaggsart som beskrevs av Renaud Maurice Adrien Paulian och Scheuern 1994. Haroldius thailandensis ingår i släktet Haroldius och familjen bladhorningar. Inga underarter finns listade i Catalogue of Life.